# Кумылга (станция)
Кумы́лга — железнодорожная станция Приволжской железной дороги станция в хуторе Троицкий в городском округе Михайловка Волгоградской области. Станция делит хутор на две равные части.
В районе тяготения станции населённые пункты Реконструкция, Маломедведевский, Большемедведевский. На перегоне Кумылга — Страхово железнодорожную линию пересекает нефтепровод.

## Движение по станции
По состоянию на январь 2021 года через станцию курсируют следующие поезда:
| Обращение пригородных поездов | Обращение пригородных поездов | Обращение пригородных поездов | Обращение пригородных поездов |
| № поезда                      | Маршрут движения              | № поезда                      | Маршрут движения              |
| ----------------------------- | ----------------------------- | ----------------------------- | ----------------------------- |
| 6517                          | Арчеда — Урюпино              | 6518                          | Урюпино — Арчеда              |